# Sukiyabashi Jiro

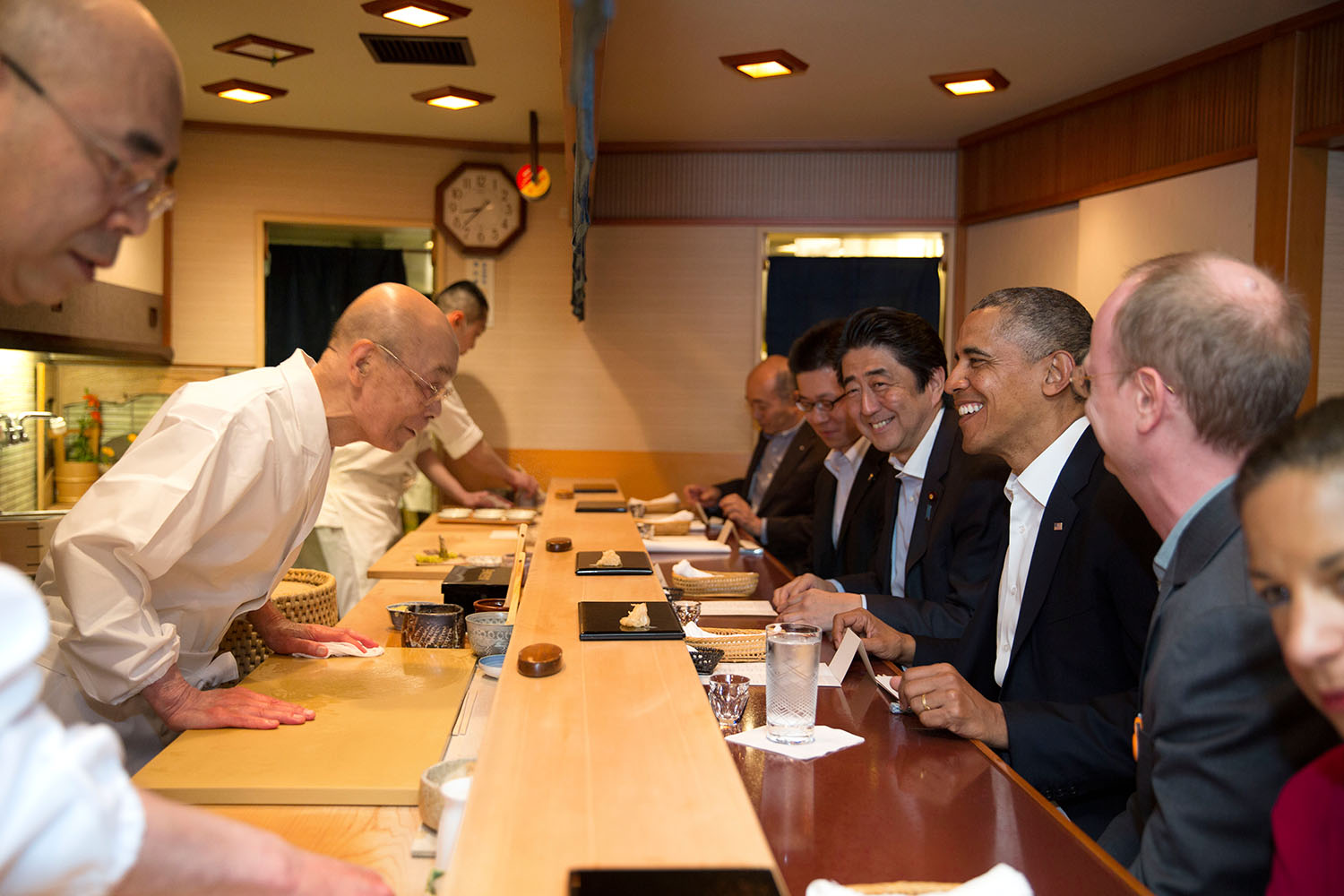
Barack Obama och dåvarande premiärminister Shinzo Abe besöker Sukyabashi Jiro under Obamas statsbesök den 23 april 2014. Sushimästaren Jiro Ono till vänster.

Sukiyabashi Jiro är en sushi-restaurang belägen i Ginza, Tokyo. 
Restaurangen ägs och drivs av sushimästaren Jiro Ono. Restaurangen hade tidigare tre stjärnor i Michelinguiden, denna utmärkelse fråntogs dock under 2019, då restaurangen ej längre håller öppet för allmänheten.